# Drusilla (Vorname)
Drusilla ist ein weiblicher Vorname.

## Herkunft und Bedeutung
Bei Drusilla handelt es sich um ein weibliches Diminutiv des römischen Cognomens Drusus. Die Herkunft dieses Namens ist unbekannt. Da nach Sueton Livius diesen Namen annahm, nachdem er im Zweikampf den keltischen Hauptmann Drausus besiegte, wird vermutet, dass Drusus eine Abwandlung seines Namens darstellt, und auf die ostkeltische Wurzel *dru-, *daru- „stark“, „kräftig“ zurückzuführen ist. Diese Theorie ist jedoch nicht belegt und wird von einigen Forschern abgelehnt.

## Verbreitung
Im Alten Rom war der Name insbesondere in der Familie der Livier verbreitet. Im Neuen Testament trägt außerdem die jüdische Frau des Statthalters Felix diesen Namen (Apg 24,24 ).
Im ausgehenden 19. und beginnenden 20. Jahrhundert wurde der Name Drusilla [dɹu.ˈsɪl.ə] in den USA gelegentlich vergeben. Im Jahr 1886 erreichte er mit Rang 607 seine höchste Platzierung in den Vornamenscharts. Im 20. Jahrhundert geriet der Name außer Mode. Seine letzte Platzierung unter den 1000 meistgewählten Mädchennamen erreichte er im Jahr 1914.

## Varianten
- Altgriechisch: Δρούσιλλα Drúsilla
- Dänisch: Druscilla
- Grönländisch: Tulússe, Tulussi
- Latein
  - Weiblich
    - Vollform: Drusa
    - Erweiterte Form: Drusiana

  - Männlich
    - Vollform: Drusus
    - Erweiterte Form: Drusianus
- Portugiesisch: Drusila
- Spanisch: Drusila

Vielleicht handelt es sich auch beim keltischen Namen Drausus um eine Variante des Namens.

## Bekannte Namensträger
- Drusilla (16–38), Tochter von Germanicus und Agrippina der Älteren, Schwester des römischen Kaisers Caligula
- Drusilla (38–79), Tochter des jüdischen Königs Herodes Agrippa I. und Schwester von Herodes Agrippa II.
- Iulia Drusilla (40–41), Tochter Caligulas
- Livia Drusilla (58 v. Chr.–29), Ehefrau des römischen Kaisers Augustus
- Beryl Drusilla de Zoete (1879–1962), englische Balletttänzerin, Orientalistin, sowie Tanzkritikerin und -forscherin